# Draft WNBA 2004
2003 2005
La draft WNBA 2004 est la cérémonie annuelle de la draft WNBA lors de laquelle les franchises de la WNBA choisissent les joueuses dont elles pourront négocier les droits d’engagement.
Le choix s'opère dans un ordre déterminé par le classement de la saison précédente, les équipes les plus mal classés obtenant les premiers choix. Sont éligibles les joueuses américaines ou scolarisées aux États-Unis allant avoir 22 ans dans l'année calendaire de la draft, ou diplômées ou ayant entamé des études universitaires quatre ans auparavant. Les joueuses « internationales » (ni nées ni ne résidant aux États-Unis) sont éligibles si elles atteignent 20 ans dans l'année suivant la draft.
La draft 2004 est organisée le 17 avril 2004 à Secaucus, dans l’État du New Jersey, dans les studios de NBA Entertainment. Le Mercury de Phoenix obtient le premier choix de la draft 2004. Les Mystics de Washington obtiennent le second choix. Le Sting de Charlotte obtient le troisième choix. Le premier choix de la draft est Diana Taurasi.
Une draft de dispersion est organisée le 6 janvier 2004 où se répartissent dans les équipes WNBA, les joueuses des Rockers de Cleveland, disparues à l’issue de la saison 2003.

## Sélection des joueuses
| ^ | Signale une joueuse qui a été intronisée au Basketball Hall of Fame |

| Rang | Joueuse                   | Nationalité | Équipe WNBA                                              | Université/club      |
| ---- | ------------------------- | ----------- | -------------------------------------------------------- | -------------------- |
| 1    | Penny Taylor              | Australie   | Mercury de Phoenix                                       | Rockers de Cleveland |
| 2    | Chasity Melvin            | États-Unis  | Mystics de Washington                                    | Rockers de Cleveland |
| 3    | LaToya Thomas             | États-Unis  | Silver Stars de San Antonio                              | Rockers de Cleveland |
| 4    | Ann Wauters               | Belgique    | Liberty de New York                                      | Rockers de Cleveland |
| 5    | Deanna Jackson            | États-Unis  | Fever de l'Indiana                                       | Rockers de Cleveland |
| 6    | Betty Lennox              | États-Unis  | Storm de Seattle                                         | Rockers de Cleveland |
| 7    | Helen Darling             | États-Unis  | Lynx du Minnesota                                        | Rockers de Cleveland |
| 8    | Pollyanna Johns Kimbrough | États-Unis  | Comets de Houston (en provenance des Sun du Connecticut) | Rockers de Cleveland |
| 9    | Mery Andrade              | États-Unis  | Sting de Charlotte                                       | Rockers de Cleveland |
| 10   | Jennifer Butler           | États-Unis  | Monarchs de Sacramento                                   | Rockers de Cleveland |
| 11   | Lucienne Berthieu         | France      | Comets de Houston                                        | Rockers de Cleveland |
| 12   | Isabelle Fijalkowski      | France      | Sparks de Los Angeles                                    | Rockers de Cleveland |
| 13   | Jennifer Rizzotti         | États-Unis  | Shock de Détroit                                         | Rockers de Cleveland |

| Rang | Joueuse          | Nationalité | Équipe WNBA            | Université/club     |
| ---- | ---------------- | ----------- | ---------------------- | ------------------- |
| 1    | Diana Taurasi    | États-Unis  | Mercury de Phoenix     | Connecticut         |
| 2    | Alana Beard      | États-Unis  | Mystics de Washington  | Duke                |
| 3    | Nicole Powell    | États-Unis  | Sting de Charlotte     | Stanford            |
| 4    | Lindsay Whalen^  | États-Unis  | Sun du Connecticut     | Minnesota           |
| 5    | Shameka Christon | États-Unis  | Liberty de New York    | Arkansas            |
| 6    | Nicole Ohlde     | États-Unis  | Lynx du Minnesota      | Kansas State        |
| 7    | Vanessa Hayden   | États-Unis  | Lynx du Minnesota      | Florida             |
| 8    | Chandi Jones     | États-Unis  | Mercury de Phoenix     | Houston             |
| 9    | Ebony Hoffman    | États-Unis  | Fever de l'Indiana     | Southern California |
| 10   | Rebekkah Brunson | États-Unis  | Monarchs de Sacramento | Georgetown          |
| 11   | Iciss Tillis     | États-Unis  | Shock de Détroit       | Duke                |
| 12   | Christi Thomas   | États-Unis  | Sparks de Los Angeles  | Georgia             |
| 13   | Shereka Wright   | États-Unis  | Shock de Détroit       | Purdue              |

| Rang | Joueuse            | Nationalité | Équipe WNBA                 | Université/club                          |
| ---- | ------------------ | ----------- | --------------------------- | ---------------------------------------- |
| 14   | Ashley Robinson    | États-Unis  | Mercury de Phoenix          | Tennessee                                |
| 15   | Kaayla Chones      | États-Unis  | Mystics de Washington       | North Carolina State                     |
| 16   | Jessica Brungo     | États-Unis  | Sun du Connecticut          | Penn State                               |
| 17   | Amisha Carter      | États-Unis  | Liberty de New York         | Louisiana Tech                           |
| 18   | Kelly Mazzante     | États-Unis  | Sting de Charlotte          | Penn State                               |
| 19   | Catrina Frierson   | États-Unis  | Storm de Seattle            | Louisiana Tech                           |
| 20   | Tasha Butts        | États-Unis  | Lynx du Minnesota           | Tennessee                                |
| 21   | Cindy Dallas       | États-Unis  | Silver Stars de San Antonio | Illinois                                 |
| 22   | Jenni Benningfield | États-Unis  | Sting de Charlotte          | Vanderbilt                               |
| 23   | Erika Valek        | États-Unis  | Shock de Détroit            | Purdue                                   |
| 24   | Ugo Oha            | Nigeria     | Sun du Connecticut          | George Washington                        |
| 25   | Doneeka Hodges     | États-Unis  | Sparks de Los Angeles       | LSU                                      |
| 26   | Lindsay Taylor     | États-Unis  | Comets de Houston           | Université de Californie à Santa Barbara |

| Rang | Joueuse          | Nationalité | Équipe WNBA                 | Université/club   |
| ---- | ---------------- | ----------- | --------------------------- | ----------------- |
| 27   | Maria Villarroel | Venezuela   | Mercury de Phoenix          | Oklahoma          |
| 28   | Evan Unrau       | États-Unis  | Mystics de Washington       | Missouri          |
| 29   | Candace Futrell  | États-Unis  | Sun du Connecticut          | Duquesne          |
| 30   | Catherine Joens  | États-Unis  | Liberty de New York         | George Washington |
| 31   | Ieva Kubliņa     | Lettonie    | Fever de l'Indiana          | Virginia Tech     |
| 32   | Jennifer Smith   | États-Unis  | Shock de Détroit            | Michigan          |
| 33   | Amber Jacobs     | États-Unis  | Lynx du Minnesota           | Boston College    |
| 34   | Toccara Williams | États-Unis  | Silver Stars de San Antonio | Texas A&M         |
| 35   | Jia Perkins      | États-Unis  | Sting de Charlotte          | Texas Tech        |
| 36   | Núria Martínez   | Espagne     | Monarchs de Sacramento      | Espagne           |
| 37   | Stacy Stephens   | États-Unis  | Comets de Houston           | Texas             |
| 38   | Kate Bulger      | États-Unis  | Lynx du Minnesota           | West Virginia     |